# 纽约时报国际版

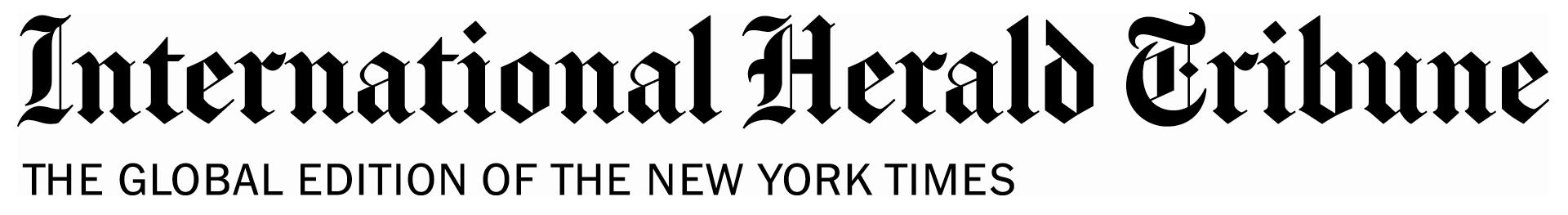
《国际先驱论坛报》时期标志

《国际纽约时报》时期标志

《紐約時報国际版》（英語：New York Times International Edition），原名《国际先驱论坛报》（International Herald Tribune）、《国际纽约时报》（International New York Times），是《纽约时报》全资拥有的一份英文国际性报纸，总部设在巴黎。

## 沿革
《国际先驱论坛报》于1887年10月4日由《纽约先驱论坛报》业主小詹姆斯·戈登·本纳特（James Gordon Bennett, Jr.）创立于塞纳河畔讷伊。2002年12月30日，在《纽约时报》收购属于《华盛顿邮报》的50%股份后，《国际先驱论坛报》属于纽约时报公司全额拥有，这次收购结束《纽约时报》和《华盛顿邮报》长达35年的合作关系。
2013年2月25日，紐約時報公司稱《國際先驅論壇報》將更名為《國際紐約時報》，后又于2016年10月更名为《紐約時報国际版》。

## 概況
这份颇有影响的英文报纸在全球拥有26个印刷点、销售至180多个国家，2002年发行量为269,000份每日、旗下员工335人。
与该报纸有合作关系的有：
- 《朝日新闻》（日本）
- 《国土报》（以色列）
- Kathimerini（希腊）
- 《国家报》（西班牙）